# Ferage
Ferage est un hameau du village de Mesnil-Église dans le Condroz belge. Avec Mesnil-Église il fait aujourd’hui partie de la commune de Houyet dans la province de Namur, en Région wallonne de Belgique.

## Histoire
La seigneurie de Ferage, déjà mentionnée (sous le nom de Ferarga) dans un document de 1135, a longtemps appartenu à l’abbaye de Stavelot. Aux temps modernes, elle constitue une seigneurie foncière, la haute justice relevant des vicomtes d'Esclaye, barons de Beauraing. Vers le milieu du XVIe siècle, elle est aux mains d'un écuyer nommé Pierre de Ferage. Dans la seconde moitié du XVIIe siècle, elle est tenue par Nicolas de Pennas, capitaine de cavalerie au service du roi d'Espagne, qui l'a probablement achetée aux Brisbois ; mort avant 1686, sa veuve et ses enfants succomberont tous - probablement des suites d'une maladie infectieuse - en 1690. Le hameau sera alors dévolu par succession aux Cornet, puis passera par mariage aux Renson, famille patricienne de Dinant qui détient déjà le fief de Sanzinne ; elle le conservera jusqu'à la fin de l'Ancien Régime.
Dans l'ordre religieux, Ferage faisait partie de la paroisse de Houyet. Sa chapelle, dédiée à Saint-Hadelin, était desservie par un vicaire ; elle conserve deux panneaux d'un retable daté de 1615 illustrant la mise au tombeau du saint et représentant Evrard de Mormont, curé de Houyet.

## Patrimoine
- Le château de Ferage, vestige de l’ancienne seigneurie, acquis par Léopold Ier aux Renson, appartient à l’État belge (la Donation royale).

- Un chêne pédonculé, dans le parc du château, est classé comme « arbre monumental ». Plusieurs fois centenaire, sa circonférence à 1,50 m du sol est de 7,97 m (en 2013), 1,11 m de plus qu’un siècle auparavant (1916).

- Un tilleul commun (Tilia × europaea), de grande antiquité, se trouve au centre du hameau, en face de la chapelle. Planté sans doute au début du XVIe siècle, il a une circonférence de 8,72 m à 1,30 m du sol. Il est cependant en mauvais état, ayant perdu son tronc principal.

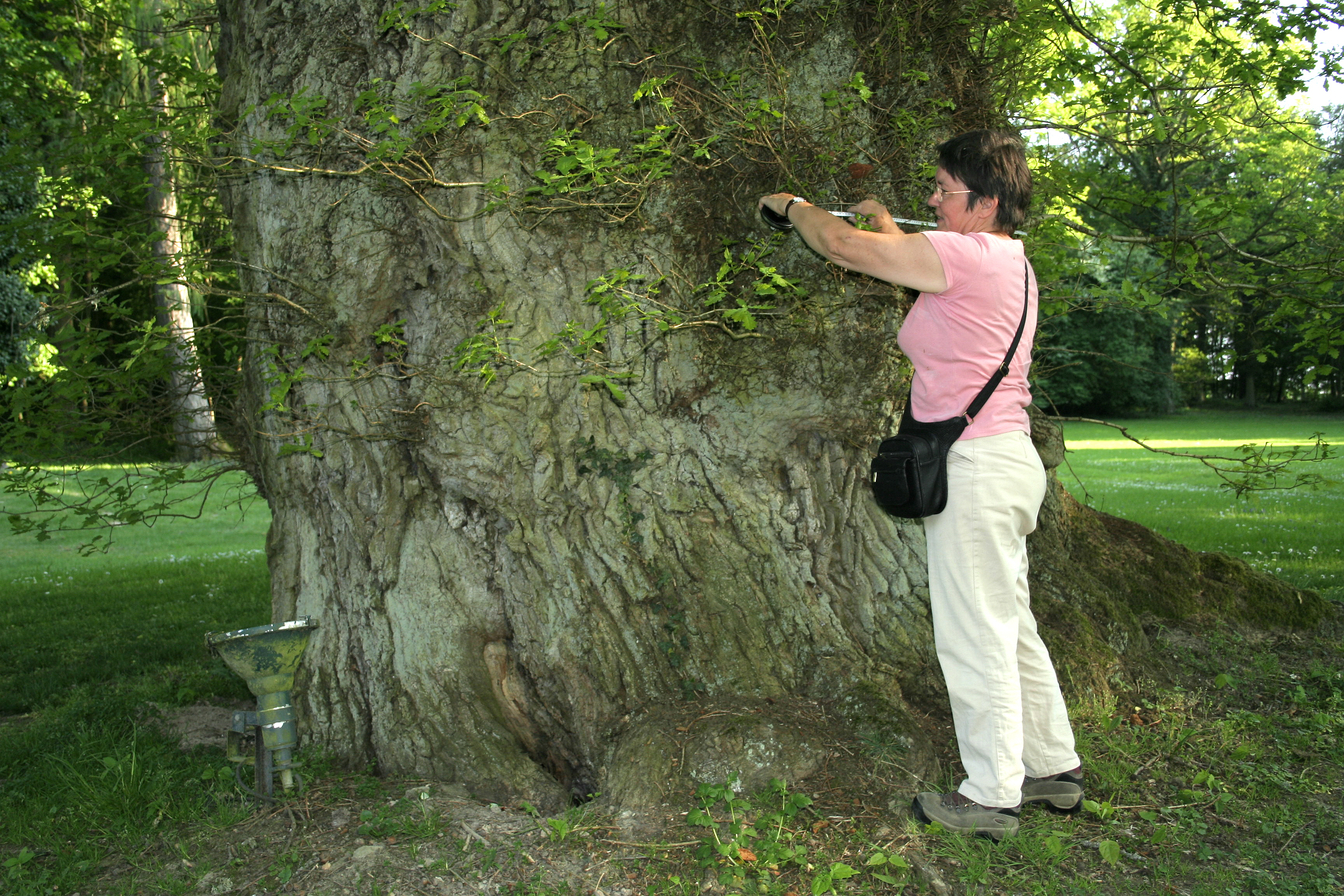
Le chêne de Ferage est mesuré... (2007)